# MeCard (QR-Code)

MeCard QR-Code

MeCard ist ein Dateiformat ähnlich zu vCard, wird aber von NTT DoCoMo in Japan in QR-Codes für Smartphones verwendet.
Es ist weitgehend mit den meisten QR-Scan-Apps für Smartphones kompatibel und eine einfache Art häufig verwendete Kontaktdaten auszutauschen. Für gewöhnlich können Geräte das Format erkennen und die Informationen als Adressbucheintrag direkt importieren. Das nebenstehende Bild eines QR-Codes ist ein Beispiel mit dem Inhalt: MECARD:N:Doe,John;TEL:13035551212;EMAIL:john.doe@example.com;;

## Vorteile
Der Hauptvorteil ist seine Einfachheit: Es ist auch als Text intuitiv verständlich und benötigt im Gegensatz zu vCard nur wenige Zeichen, was für die Größe des QR-Codes vorteilhaft ist.

## Einschränkungen
Verglichen mit vCard, speichert das MeCard-Format nur einen einzelnen Kontakt und unterstützt nur wenige Schlüsselbezeichner und Informationen eines typischen Adressbuches.

## Struktur
Das MeCard-Format basiert auf UTF-8 (der mit ASCII kompatibel ist). Es beginnt mit dem Schema "MECARD:" und schließt mit zwei Semikola (";;") ab.
Die unterstützten Schlüssel umfassen:
| Schlüssel | i-Mode-kompatible Strichcode-Erkennungsfunktion | Erläuterung | Beispiel |
| --------- | ----------------------------------------------- | --- | --- |
| ADR       | 3.0                                             | Zeichenkette für die physische Anschrift. Die mit Kommata (,) getrennten Felder bestimmen Postfach, Zimmernummer, Hausnummer, Stadt, Präfektur, Postleitzahl und Land. In dieser Reihenfolge.              | ADR:,,123 Main St.,Springfield,IL,12345,USA;                                                                          |
| BDAY      | 3.0                                             | 8 Ziffern für das Geburtsdatum: Jahr (4 Ziffern), Monat (2 Ziffern) und Tag (2 Ziffern). In dieser Reihenfolge.                                                                                            | BDAY:19700310; |
| EMAIL     | 1.0                                             | Zeichenkette für die E-Mail-Adresse. | EMAIL:johndoe@example.com;                                                                                            |
| N         | 1.0                                             | Der Namen der Person. Wenn das Feld durch ein Komma (,) unterteilt ist, wird die erste Hälfte als Nachname und die zweite Hälfte als Vorname interpretiert.                                                | N:Doe,John; |
| NICKNAME  | 3.0                                             | Spitzname der Person. | NICKNAME:Johnny; |
| NOTE      | 1.0                                             | Ergänzende Informationen, die als Memo in die Kontaktdaten integriert werden. | NOTE:I am proficient in Tiger-Crane Style,\nand I am more than proficient in the exquisite art of the Samurai sword.; |
| SOUND     | 1.0                                             | Zeichenkette, die als Kana-Name im Adressbuch verwendet werden soll. Wenn das Feld durch ein Komma (,) unterteilt ist, wird die erste Hälfte als Nachname und die zweite Hälfte als Vorname interpretiert. | |
| TEL       | 1.0                                             | Zeichenkette der Rufnummer für die telefonische Kommunikation. | TEL:(123) 555-5832;                                                                                                   |
| TEL-AV    | 2.0                                             | Zeichenkette der Rufnummer für Videofonie. | TEL-AV:(123) 555-5832;                                                                                                |
| URL       | 3.0                                             | URL zu einer Internetseite, die mit der Person verbunden ist. | URL:https://www.johndoe.com/                                                                                          |